# Hapoltahan
Hapoltahan is een bestuurslaag in het regentschap Tapanuli Utara van de provincie Noord-Sumatra, Indonesië. Hapoltahan telt 827 inwoners (volkstelling 2010).